# Combinado nórdico nos Jogos Olímpicos de Inverno de 1988
O combinado nórdico nos Jogos Olímpicos de Inverno de 1988 consistiu de dois eventos realizados em Calgary, no Canadá.
Foi incluída a partir desta edição a prova por equipes, consistindo de um revezamento 3x10 quilômetros. A tradicional prova individual sofreu alterações em seus sistema de pontuação com a introdução do "método Gundersen".

## Medalhistas
Masculino
| Evento              | Ouro                                                                | Prata                                                    | Bronze                                                          |
| ------------------- | ------------------------------------------------------------------- | -------------------------------------------------------- | --------------------------------------------------------------- |
| Individual detalhes | Hippolyt Kempf SUI Suíça                                            | Klaus Sulzenbacher AUT Áustria                           | Allar Levandi URS União Soviética                               |
| Equipes detalhes    | Thomas Müller Hans-Peter Pohl Hubert Schwarz FRG Alemanha Ocidental | Freddy Glanzmann Hippolyt Kempf Andreas Schaad SUI Suíça | Hansjörg Aschenwald Günther Csar Klaus Sulzenbacher AUT Áustria |

## Quadro de medalhas
| Ordem | País                   | Medalha de ouro | Medalha de prata | Medalha de bronze |   |
| ----- | ---------------------- | --------------- | ---------------- | ----------------- | - |
| 1     | SUI Suíça              | 1               | 1                |                   | 2 |
| 2     | FRG Alemanha Ocidental | 1               |                  |                   | 1 |
| 3     | AUT Áustria            |                 | 1                | 1                 | 2 |
| 4     | URS União Soviética    |                 |                  | 1                 | 1 |
| TOTAL | TOTAL                  | 2               | 2                | 2                 | 6 |